# Станнид трипалладия
Станнид трипалладия — бинарное интерметаллическое неорганическое соединение
палладия и олова
с формулой Pd3Sn,
кристаллы.

## Получение
- Сплавление стехиометрических количеств чистых веществ:

{\displaystyle {\mathsf {3Pd+Sn\ {\xrightarrow {1326^{o}C}}\ Pd_{3}Sn}}}

## Физические свойства
Станнид трипалладия образует кристаллы
кубической сингонии,
пространственная группа I m3m,
параметры ячейки a = 0,39739 нм, Z = 1,
структура типа меди
.
Соединение конгруэнтно плавится при температуре 1326°C .